# 錫格爾 (明尼蘇達州)
錫格爾（英語：Siegel）是位於美國明尼蘇達州華盛頓縣貝敦鎮區的一個非建制地區。

## 地理
錫格爾所處的海拔為高於海平面270米（即886英呎），而該地所採用的時區為UTC-6，即北美中部時區（CST）。同時該地設有夏令時間，為UTC-6調快一小時，即UTC-5（CDT）。